# Dimos Lokroi
Dimos Lokroi (Lokroi) är en kommun i Grekland.   Den ligger i prefekturen Fthiotis och regionen Grekiska fastlandet, i den centrala delen av landet, 90 km nordväst om huvudstaden Aten. Antalet invånare är 19 623. Arean är 615 kvadratkilometer.
Terrängen i Dimos Lokroi är huvudsakligen kuperad, men åt nordost är den platt.